# Henry Marshal
Henry Marshal († 26. Oktober 1206) war ein englischer Prälat. Ab 1194 war er Bischof von Exeter.

## Herkunft
Henry Marshal entstammte der anglonormannischen Familie Marshal. Er war ein Sohn des Barons John Marshal und von dessen zweiten Frau Sybil, einer Schwester von Patrick of Salisbury, 1. Earl of Salisbury. Er war der jüngste Bruder von William Marshal, dem späteren 1. Earl of Pembroke. Über seine Jugend gibt es wenig gesicherte Informationen.

## Geistliche Laufbahn
Seine Erhebung zum Dekan von York durch König Richard I. verdankte Henry wohl seinem Bruder William. Am Tag seiner Erhebung, am 15. September 1189 wurde er zum Subdiakon und zum Diakon geweiht. In York geriet er rasch mit Erzbischof Geoffrey in Streit, der ihn schließlich Anfang 1190 exkommunizierte. Dennoch übte Marshal sein Amt als Dekan weiter aus und diente dazu auch als königlicher Richter. Der Streit mit Erzbischof Geoffrey war noch nicht beigelegt, als er Anfang 1194 vom König als neuer Bischof der Diözese Exeter vorgeschlagen wurde. Dies geschah wohl wieder auf Fürsprache seines Bruders William sowie von Erzbischof Hubert Walter von Canterbury, der sein Amtsvorgänger als Dekan gewesen und inzwischen königlicher Justiciar geworden war. Die Diözese Exeter war seit Juni 1191 vakant gewesen, und bedingt durch den Dritten Kreuzzug und die nachfolgende Gefangenschaft des Königs war bislang kein neuer Bischof gewählt worden. Vor dem 10. Februar 1194 erfolgte die Wahl von Marshal durch das Kathedralkapitel, und am 30. März 1194 wurde er durch Erzbischof Hubert Walter in Canterbury zum Bischof geweiht. 

## Bischof von Exeter
Wohl während der Vakanz waren Güter der Diözese von einzelnen Kanonikern zweckentfremdet und an weitere Personen vergeben worden. Marshal erhielt von Papst Coelestin III. die Erlaubnis, diese Güter zurückzufordern, sofern die Vergabe nicht vom Kathedralkapitel beschlossen worden war. Ansonsten zeigte er sich großzügig gegenüber den Kanonikern, dazu stiftete er Gewänder und Verzierungen für die Kathedrale von Exeter. Wohl während seiner Amtszeit wurde der Bau der Kathedrale abgeschlossen, für deren Unterhalt er jedem Haushalt von Exeter eine Abgabe auferlegte. Einen Streit zwischen dem Archidiakon von Exeter und dem Kathedralkapitel legte er zugunsten des Kathedralkapitels bei. Zum Baron William Brewer, der in seiner Diözese 1196 Torre Abbey und 1201 Dunkeswell Abbey gründete, unterhielt er gute Beziehungen. Er selbst ließ in Horsley in Surrey, einem außerhalb seiner Diözese gelegenen Besitz, eine Kirche errichten. 1202 ging er energisch gegen Söhne von Geistlichen vorher, die entgegen dem Kirchenrecht als Nachfolger ihrer Väter deren Ämter besetzt hatten. 
Als Johann Ohneland 1199 als Nachfolger seines Bruders Richard König wurde, verlangte er von Marshal 300 Mark, damit er seine Urkunden, die Kaplanei von Bosham in Sussex sowie die Steuerfreiheit seiner Güter bestätigte. Marshal zahlte darauf £ 100 an den König, die weiteren £ 100 blieb er wohl bis zu seinem Tod schuldig. Er wurde in der Kathedrale von Exeter beigesetzt. Nach seinem Tod blieb die Diözese aufgrund des Konfliktes zwischen Johann Ohneland und dem Papst über die Wahl eines neuen Erzbischofs von Canterbury bis 1214 vakant.